# Conostigmus singularius
Conostigmus singularius is een vliesvleugelig insect uit de familie van de Megaspilidae. De wetenschappelijke naam van de soort is voor het eerst geldig gepubliceerd in 1983 door Alekseev.